# 平反冤假错案
平反冤假錯案是指对中华人民共和国建国後从“反右运动”开始的某些错判案件的重新判决的一系列活动，是“文化大革命”结束后，邓小平、胡耀邦等人主导的“拨乱反正”的重要部分。根据1989年6月1日《人民日報》的文章《拨乱反正立丰碑》等官方文献记载，1978年后的数年内，全国范围内共平反了三百多万件冤假错案，至1982年底全国大规模的平反工作基本结束。

## 起因
在文化大革命中，製造了大批冤假錯案。僅國家機關幹部被立案審查的就佔當時國家幹部人數的百分之十七點五，中央、國家機關副部長以上的和地方副省長以上的高級幹部，被立案審查的高達百分之七十五。1978年11月10日至12月15日，中共中央召開歷時三十六天的工作會議，會中主要討論文革時遺留下的問題，及批判華國鋒與汪東興的兩個凡是。會議召開期間，先為四五天安門事件平反。後經鄧小平提議，中共中央主席華國鋒代表中共中央政治局宣布平反「冤假錯案」，並將所有案件移交中共中央組織部處理，由當時中央組織部部長胡耀邦執行。

## 结果
1979年，最高人民法院發出《關於善始善終地完成覆查糾正冤假錯案工作幾個問題的請示報告》。報告透露，自1978年中共十一屆三中全會以來，覆查了文化大革命以來判處的反革命案件，共覆查二十四萬一千餘件，並已糾正十三萬餘件。後複查普通刑事案件達五十七萬餘件，糾正冤假錯案三十五萬多件。後中共中央不斷為一些重大的政治案件平反，例如六十一人叛徒集團案、劉志丹案，文革中受迫害的中共領導人，包括受迫害致死的原國家主席劉少奇等平反。據1989年6月1日人民日報的文章《撥亂反正立豐碑》，描述自1978年以來，共平反全國達三百多萬件案件之多。